# Nueva canción
Nueva Canción Latinoamericana foi um movimento musical que surgiu na América Latina na década de 1960 que fazia canções com denúncia social nas quais incorporava elementos do folclore musical latinoamericano. Se apresentava como uma alternativa à música estrangeira de origem anglosaxã, dentre suas variantes, merecem destaque: a "Nueva Canción Chilena", o "Nuevo Cancionero Argentino" e a "Nueva Trova Cubana".
No Chile, se consolidou no final da década de 1960. Baseou-se na recuperação da música folclórica incorporando instrumentos e ritmos de toda a região hispanoamericana. Entre seus antecedentes, podem-se citar importantes folcloristas, compositores e investigadores como Violeta Parra, Margot Loyola, Gabriela Pizarro e Héctor Pavez. Também merece destaque a influência de poetas como Pablo Neruda e Nicanor Parra e compositores de outros países latinoamericanos como o argentino Atahualpa Yupanqui e o cubano Carlos Puebla. Quase todos os seus integrantes apoiaram o governo de Salvador Allende e foram perseguidos pela ditadura militar instalada pelo golpe militar de 1973.
No início, foi um grande movimento de renovação folclórica, onde elementos tradicionais se mesclaram com inovações musicais, teve caráter eminentemente massivo e era conhecido como "Neofolclor", nessa fase destacaram-se intérpretes como Patricio Manns e Rolando Alarcón.
Dentre os compositores desse movimento, merece especial destaque o nome de Victor Jara.
Em julho de 1969, esse movimento passou a ser conhecido como "Nueva Canción Chilena", quando a Vicerreitoria de Comunicações da Universidade Católica do Chile organizou o Primeiro Festival da Nueva Canción Chilena.
Posteriormente, a Nueva Canción incorporou elementos da música erudita e surgiram as "cantatas", dentre as quais se destacou a "Cantata Popular Santa María de Iquique", interpretada pelo grupo Quilapayún. Além do Quilapayún, também merecem destaque outros conjuntos musicais como o Inti Illimani e o Illapu.
O movimento foi seriamente abalado pelo golpe militar de 11 de setembro de 1973, mas continuou com alguns de seus integrantes atuando no exílio. Nessa fase se desenvolveu um novo estilo conhecido como "Canto Nuevo".
Na Argentina, foi incentivado pelo populismo peronista da década de 1950. Dentre os conjuntos musicais e cantores que adotaram esse estilo na Argentina, merecem destaque: "Los Fronterizos", "Los Chalchaleros", Atahualpa Yupanqui, César Isella e Mercedes Sosa. Pode-se dizer que o "Nuevo Cancionero Argentino" teve origem em 1963, a partir de um manifesto escrito pelo poeta Armando Tejada Gómez, que tinha a seguinte frase: "Acostúmbrense a cantar con fundamento".
No Uruguai, os principais representantes desse movimento foram Alfredo Zitarrosa, Daniel Viglietti e o grupo "Los Olimareños". Diferentemente do ocorreu na Argentina, no Uruguai as composições tiveram um conteúdo lírico muito mais latinoamericanista do que nacionalista.
No México, pode-se dizer que o movimento teve suas raízes na Revolução Mexicana (1910-1920) e abrangeu a consolidação popular da ranchera e do corrido aos quais incorporou temáticas de reivindicação social. Na década de 1970, pode-se destacar Amparo Ochoa como representante desse movimento.
Também merecem destaque, como representantes dese movimento:
- na Venezuela: Ali Primera e o grupo Madera;
- na Nicarágua: Carlos Mejía Godoy e Enrique Mejía Godoy;
- na Bolívia, o grupo Los Jairas[4].

## Cronologia
- 1955 - Surge o conjunto Cuncumén, de onde surgiram muitos integrantes da "Nueva Canción Chilena";
- 11 de fevereiro de 1963 - Lançamento do "Movimiento del Nuevo Cancionero" em Mendoza (Argentina)[5];
- 1963 - Lançamento no Uruguai do disco "Canciones folklóricas y seis impresiones para canto y guitarra", Daniel Viglietti, que incluiu duas canções do argentino Atahualpa Yupanqui e um poema do cubano Nicolás Guillén[1];
- Julho de 1965 - Surge "la Peña[6] de los Parra[7]", na Rua Carmen nº 340;
- Agosto de 1965 - Surge a peña da Escola de Arquitetura da Universidade do Chile, em Valparaíso;
- Dezembro de 1966 - Patricio Manns lança o disco "El sueño americano";
- 1967 - Morre Violeta Parra;
- 1967 - o Primeiro Encontro da Canção de Protesto reuniu músicos de toda a América Latina em Havana (Cuba)[8], dentre os participantes desse evento, podem-se citar: os chilenos Ángel Parra e Rolando Alarcón, os uruguaios Alfredo Zitarrosa, Daniel Viglietti, além dos integrantes do grupo Los Olimareños (do Uruguai)[1];
- 1968 - Surge a gravadora "Discoteca del Cantar popular" (DICAP);
- Agosto de 1969 - É realizado o Primeiro Festival da "Nueva Canción Chilena", organizado pela Vicerretoria de Comunicações da Universidade Católica do Chile;
- Fevereiro de 1970 - Rolando Alarcón vence o "Festival de Viña" com a canção "El hombre";
- Agosto de 1970 - Surge a la "Cantata Popular Santa María de Iquique"
- 1971 - Nacionalização da "RCA Victor", que passa a se chamar: "Industria de Radio y Televisión" (IRT);
- 1972 - Surge a "Nueva Trova Cubana";
- Agosto de 1972 - Representantes "Nueva Trova Cubana" visitam o Chile;
- Fevereiro de 1973 - Morre Rolando Alarcón;
- Setembro de 1973 - Golpe de Estado no Chile resulta em repressão e no exílio de integrantes da Nueva Canción Chilena e no assassinato de Victor Jara;
- 1975 - Ricardo Garcia funda a gravadora "Alerce" que pretendia reeditar a Nueva Canción Chilena;
- 1978 - É lançado o disco "Canto Nuevo", pela Alerce[9].

No Chile e em Cuba, esse movimento foi além do folclorismo, pois criou novas formas poéticas e arranjos musicais sofisticados, em alguns casos inspirados no jazz e no rock, embora o arranjo continuassem a ser feito pelo violão e por instrumentos de percussão, de corda e de sopro tradicionais.